# Metrò del Mare
Il Metrò del Mare è un servizio marittimo italiano che, utilizzando soprattutto aliscafi, collega i maggiori porti delle coste campane. È finanziato dalla Regione Campania.
Fu istituito nel 2001 e fino al 2012 era gestito dal consorzio UnicoCampania, anno durante la quale il servizio fu soppresso, per poi riprendere nel 2016 con il progetto regionale Cilento Blu Club.

## Storia
Era inizialmente attivo solo durante il periodo estivo, e inizialmente la prima linea che collegava Bacoli con Sorrento, passando per importanti centri del golfo di Napoli quali Napoli, Torre del Greco, Torre Annunziata, Castellammare di Stabia e Vico Equense. Visto la fortunata esperienza e l'enorme successo che riscosse, l'anno seguente oltre alla prima linea, chiamata MM1, ne vennero istituite anche altre, fino a raggiungere 6 linee che collegavano non solo i porti del golfo di Napoli, ma anche il golfo di Salerno e il Cilento, alcune delle quali furono rese operative durante tutto l'anno. 
Nel 2003 il bando europeo di assegnazione del servizio Metrò del Mare è stato sottoposto a segnalazione da parte dell'Autorità garante della Concorrenza e del Mercato (Antitrust).
Il servizio fu soppresso durante la giunta Caldoro: nel 2011 furono soppresse le tratte entro il golfo di Napoli e nel 2012 furono soppresse anche le linee per il Cilento.
Ad ottobre 2015 il presidente della Regione Campania Vincenzo De Luca ha annunciato l'impegno della regione a ripristinare il Metro del Mare a partire dall'estate 2016.
A gennaio 2016 la regione ha annunciato l'attivazione di 4 linee per l'estate 2016, confermate anche per il 2017.

## Linee

### Linea 1
Linea 1: Salerno – Costa del Cilento
Collegamenti A/R da Salerno per Agropoli, San Marco, Acciaroli, Casal Velino, Pisciotta, Palinuro, Marina di Camerota; linea attiva il sabato e la domenica.

### Linea 2
Linea 2: Cilento-Costa d'Amalfi
Collegamenti A/R da Salerno per Agropoli, San Marco, Amalfi, Positano, (coincidenza per Capri); linea attiva dal lunedì al venerdì.

### Linea 3/A
Linea 3/A: Cilento (Sapri – Capri – Napoli)
Collegamenti A/R da Sapri per Camerota, Pisciotta, Casal Velino, Capri e Napoli; linea attiva il martedì, mercoledì e giovedì.

### Linea 3/B
Linea 3/B: Cilento (Sapri – Capri – Napoli)
Collegamenti A/R da Sapri per Palinuro, Acciaroli, San Marco, Capri e Napoli; collegamenti attivi il lunedì e venerdì